# USA:s hälsominister
USA:s hälsominister (engelska: Secretary of Health and Human Services) är sedan 1979 chef för USA:s hälso- och socialdepartement (Department of Health and Human Services). Detta skedde i samband med att hälso-, utbildnings- och välfärdsdepartementet (Department of Health, Education and Welfare) avskaffades och separata hälso- och utbildningsdepartement grundades i stället. Tidigare hälsoministrar hade varit hälso-, utbildnings- och välfärdsministrar (Secretary of Health, Education and Welfare).
Robert F. Kennedy Jr. är USA:s hälsominister sedan den 13 februari 2025. 

## Lista över USA:s hälsoministrar sedan 1979
| Nr | Namn                                | Porträtt | Tillträdde       | Avgick            | Under president   |
| -- | ----------------------------------- | -------- | ---------------- | ----------------- | ----------------- |
| 1  | Patricia Roberts Harris             |          | 3 augusti 1979   | 20 januari 1981   | Jimmy Carter      |
| 2  | Richard Schultz Schweiker           |          | 22 januari 1981  | 3 februari 1983   | Ronald Reagan     |
| 3  | Margaret Mary O'Shaughnessy Heckler |          | 3 mars 1983      | 13 december 1985  | Ronald Reagan     |
| 4  | Otis Ray Bowen                      |          | 13 december 1985 | 20 januari 1989   | Ronald Reagan     |
| 5  | Louis Wade Sullivan                 |          | 1 mars 1989      | 20 januari 1993   | George H. W. Bush |
| 6  | Donna Edna Shalala                  |          | 22 januari 1993  | 20 januari 2001   | Bill Clinton      |
| 7  | Tommy George Thompson               |          | 2 februari 2001  | 26 januari 2005   | George W. Bush    |
| 8  | Michael Okerlund Leavitt            |          | 26 januari 2005  | 20 januari 2009   | George W. Bush    |
| 9  | Kathleen Gilligan Sebelius          |          | 28 april 2009    | 9 juni 2014       | Barack Obama      |
| 10 | Sylvia Mathews Burwell              |          | 9 juni 2014      | 20 januari 2017   | Barack Obama      |
| 11 | Tom Price                           |          | 10 februari 2017 | 29 september 2017 | Donald J. Trump   |
| 12 | Alex Azar                           |          | 29 januari 2018  | 20 januari 2021   | Donald J. Trump   |
| 13 | Xavier Becerra                      |          | 19 mars 2021     | 20 januari 2025   | Joe Biden         |
| 14 | Robert F. Kennedy Jr.               |          | 13 februari 2025 | Nuvarande         | Donald J. Trump   |